# Eriborus rubriventris
Eriborus rubriventris là một loài tò vò trong họ Ichneumonidae.